# Instituto Nacional de Salud Mental Honorio Delgado - Hideyo Noguchi
El Instituto Nacional de Salud Mental "Honorio Delgado - Hideyo Noguchi" (INSM "HD-HN") es un establecimiento psiquiátrico peruano situado en Lima y administrado por el Ministerio de Salud del Perú (MINSA). Su alcance es nacional y desarrolla investigación científica, docencia, innovación y perfeccionamiento tecnológico, también brinda atención altamente especializada y propone normas en salud mental.

## Historia
En 1979, se suscribió un Convenio de Cooperación firmado el 20 de mayo de 1980 entre los Gobiernos de Perú y Japón, a través de la Agencia de Cooperación Internacional del Japón (JICA), asignándose una Misión Japonesa para el cumplimiento de este propósito. El convenio establecía los principios generales para el desarrollo de un Centro de Salud Mental Comunitario, entonces llamado "San Juan Bosco". El proyecto se refería a obras de infraestructura física, provisión de equipos y maquinarias, envío de expertos japoneses y capacitación de personal profesional peruano en el Japón.
El 1 de julio de 1981, a petición expresa del Ministro de Salud de entonces, Dr. Uriel García Cáceres, se solicitó el cambio de nombre del Centro de Salud Mental por el de Instituto Nacional de Salud Mental "Honorio Delgado - Hideyo Noguchi". El Gobierno de Japón, a través de notas cursadas a nivel de cancillerías, accedió al cambio de nombre. Los epónimos del Instituto fueron elegidos para simbolizar los lazos de fraternidad de los pueblos del Perú y Japón con las señeras imágenes de dos hombres de ciencia: Honorio Delgado, una de las principales figuras de la psiquiatría peruana y de las Américas, e Hideyo Noguchi, quien está vinculado al estudio de las enfermedades mentales.
El 11 de junio de 1982 se inauguró, en una ceremonia especial que contó con la presencia del Presidente Fernando Belaúnde Terry, del entonces Primer Ministro del Gobierno del Japón Dr. Zenkō Suzuki, del Ministro de Salud del Perú Dr. Juan Franco Ponce y del Embajador del Japón Sr. Eijiro Noda. El develamiento de la placa recordatoria fue apadrinado por el presidente de la República y amadrinado por la viuda de Honorio Delgado, Sra. Helene Rehe de Delgado.

## Organización

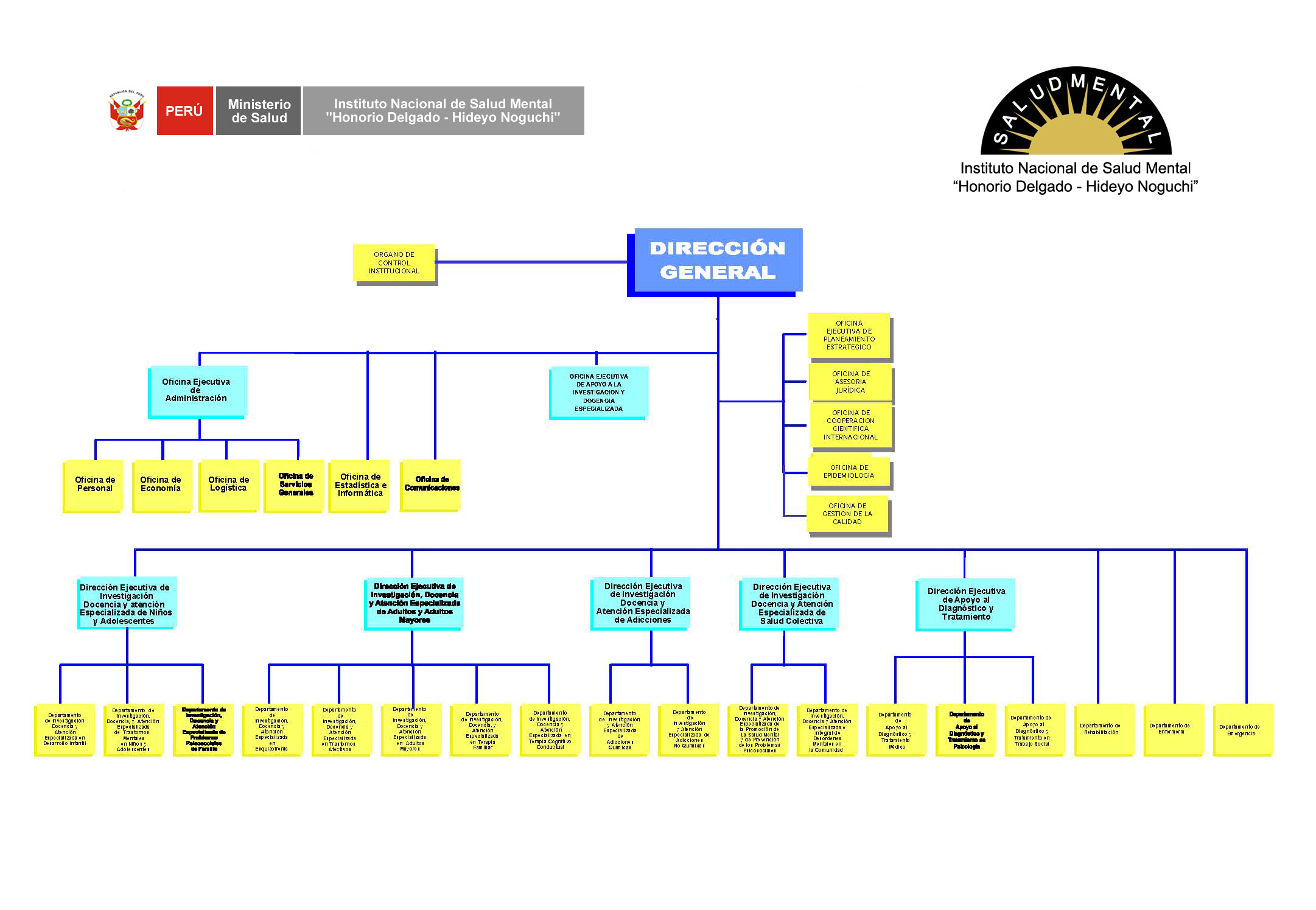
ORGANIGRAMA INSM "HD-HN"

### Unidades orgánicas misionales
- Dirección Ejecutiva de Investigación, Docencia y Atención Especializada de Niños y Adolescentes
- Dirección Ejecutiva de Investigación, Docencia y Atención Especializada de Adultos y Adultos Mayores
- Dirección Ejecutiva de Investigación, Docencia y Atención Especializada de Adicciones
- Dirección Ejecutiva de Investigación, Docencia y Atención Especializada de Salud Colectiva
- Dirección Ejecutiva de Apoyo al Diagnóstico y Tratamiento
- Departamento de Rehabilitación[4]
- Departamento de Enfermería
- Departamento de Emergencia